# Хёрли, Элизабет
Эли́забет Джейн Хёрли (англ. Elizabeth Jane Hurley; род. 10 июня 1965, Бейзингсток, Хэмпшир, Англия, Великобритания) — британская актриса, продюсер, фотомодель и дизайнер.

## Биография
Элизабет Хёрли родилась в Бейзингстоке, графство Хэмпшир, Англия. Её отец — Рой Леонард Хёрли, протестант, чиновник; мать — Анджела Хёрли (девичья фамилия — Титт), католичка, школьная учительница. У неё есть старшая сестра — Кейт Хёрли и младший брат — Майкл Джеймс Хёрли. Хёрли окончила London Studio Centre, где обучалась по классу танца и театра. После Хёрли работала в театре и на телевидении.

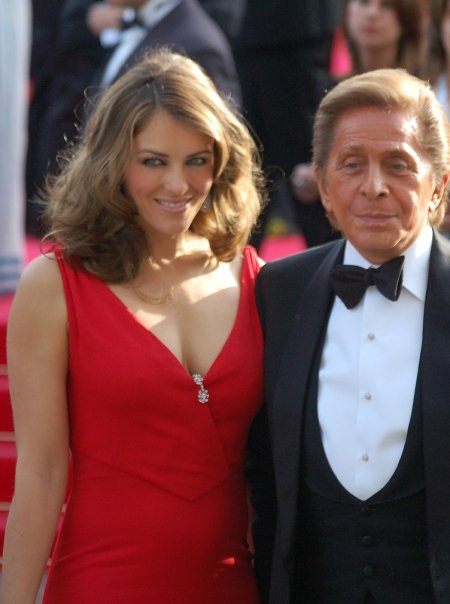
Элизабет Херли и Валентино Гаравани на Каннском кинофестивале в 2007 году

В кино Хёрли дебютировала в фильме Брюса Бересфорда «Ария» (1987). В 1988 году, после окончания съёмок в мини-сериале «Кристабель», где Элизабет играла главную роль Кристабель Байленберг (1988), она снялась в нескольких европейских лентах. На съёмках фильма «Грести по ветру» в 1987 году у Элизабет завязался роман с актёром Хью Грантом, с которым она встречалась 13 лет до их расставания в мае 2000 года.
Голливудским дебютом Хёрли стал фильм «Пассажир 57» (1992) с Уэсли Снайпсом в главной роли.
В 1994 году Элизабет вместе с Хью Грантом основала кинокомпанию Simian Films (в содружестве с Castle Rock Entertainment). Их первым совместным проектом стал медицинский триллер «Крайние меры» (1996) со звёздным актёрским составом: c Хью Грантом, Джином Хэкменом и Сарой Джессикой Паркер. Над этим фильмом Хёрли работала в качестве продюсера. Позже последовало ещё несколько её работ в качестве продюсера. Элизабет с тех пор снялась в нескольких успешных картинах, но одной из самых удачных и известных её работ остаётся роль привлекательного дьявола в фильме «Ослеплённый желаниями» (2000).
В 2015 году Хёрли исполнила главную роль в мыльной опере «Члены королевской семьи».

## Личная жизнь
С 1987 по 2000 год Элизабет Хёрли состояла в отношениях с актёром Хью Грантом.
4 апреля 2002 года у Хёрли родился сын Дэмиан от кинопродюсера Стива Бинга (1965—2020). Бинг первоначально выразил сомнения в своём отцовстве, поэтому прошёл ДНК-тест. Крёстным отцом Дэмиана стал Хью Грант.
С 2007 по 2011 год Элизабет Хёрли была замужем за индийским бизнесменом Аруном Наяром.
В октябре 2011 года Хёрли объявила о помолвке с игроком в крикет Шейном Уорном (1969—2022). В 2013 году пара рассталась.
В апреле 2025 года стало известно, что Хёрли встречается с музыкантом Билли Рэем Сайрусом.
Хёрли — крёстная мама Леннона Галлахера (род. 1999), сына Лиама Галлахера и Пэтси Кензит, а также Бруклина (род. 1999) и Ромео Бекхэмов (род. 2002) — сыновей Дэвида и Виктории Бекхэм.

## Фильмография

### Актриса
| Год       |    | Русское название                                      | Оригинальное название                           | Роль                 |
| --------- | -- | ----------------------------------------------------- | ----------------------------------------------- | -------------------- |
| 1987      | ф  | Ария                                                  | Aria                                            | Мариетта             |
| 1988      | ф  | Грести по ветру                                       | Remando al viento                               | Клара Клэрмонт       |
| 1988      | с  | —                                                     | Gems                                            | Пенни                |
| 1988      | с  | Инспектор Морс                                        | Inspector Morse                                 | Джулия               |
| 1988      | с  | Судья Рампол                                          | Rumpole of the Bailey                           | Рози Джафет          |
| 1988      | с  | Кристабель                                            | Christabel                                      | Кристабель Биленберг |
| 1989      | с  | Акт воли                                              | Act of Will                                     | Кристина             |
| 1990      | ф  | Смертельный круиз                                     | Der Skipper                                     | Лу                   |
| 1990      | с  | Фредерик Форсайт представляет                         | Frederick Forsyth Presents                      | Джулия Лэтем         |
| 1991      | с  | Дом орхидей                                           | The Orchid House                                | Натали               |
| 1992      | ф  | Долгая зима                                           | El largo invierno                               | Эмма Стэплтон        |
| 1992      | ф  | Пассажир 57                                           | Passenger 57                                    | Сабрина Ритчи        |
| 1992      | с  | Хорошие парни                                         | The Good Guys                                   | Кандида Эстон        |
| 1992      | с  | Хроники молодого Индианы Джонса                       | The Young Indiana Jones Chronicles              | Викки Прентисс       |
| 1994      | ф  | Бедлам                                                | Beyond Bedlam                                   | Стефани Лиелл        |
| 1994      | тф | Враг Шарпа                                            | Sharpe’s Enemy                                  | леди Фартингдейл     |
| 1995      | ф  | Бешеные псы и англичане                               | Mad Dogs and Englishmen                         | Антония Дайер        |
| 1995      | тф | Новое дело детектива Гаррисона                        | The Shamrock Conspiracy                         | Сесилия Харрисон     |
| 1996      | тф | Плач большого города                                  | Harrison: Cry of the City                       | Сесилия Харрисон     |
| 1996      | с  | Самсон и Далила                                       | Samson and Delilah                              | Далила               |
| 1997      | ф  | Опасная земля                                         | Dangerous Ground                                | Карен                |
| 1997      | ф  | Остин Пауэрс: Человек-загадка международного масштаба | Austin Powers: International Man of Mystery     | Ванесса Кенсингтон   |
| 1998      | ф  | Вечная полночь                                        | Permanent Midnight                              | Сандра               |
| 1999      | ф  | Мой любимый марсианин                                 | My Favorite Martian                             | Брейс Чаннинг        |
| 1999      | ф  | Эд из телевизора                                      | EDtv                                            | Джилл                |
| 1999      | ф  | Остин Пауэрс: Шпион, который меня соблазнил           | Austin Powers: The Spy Who Shagged Me           | Ванесса Кенсингтон   |
| 2000      | ф  | Вес воды                                              | The Weight of Water                             | Эделайн Ганн         |
| 2000      | ф  | Ослеплённый желаниями                                 | Bedazzled                                       | Дьявол               |
| 2001      | ф  | Наперекосяк                                           | Double Whammy                                   | доктор Энн Бимер     |
| 2001      | с  | Лицо человека                                         | The Human Face                                  | разные персонажи     |
| 2002      | ф  | Плохой парень                                         | Dawg                                            | Анна Локхарт         |
| 2002      | ф  | Мошенники                                             | Serving Sara                                    | Сара Мур             |
| 2004      | ф  | Метод                                                 | Method                                          | Ребекка              |
| 2010      | ф  | Сделано в Румынии                                     | Made in Romania                                 | в роли самой себя    |
| 2011      | тф | Чудо-женщина                                          | Wonder Woman                                    | Вероника Кейл        |
| 2011—2012 | с  | Сплетница                                             | Gossip Girl                                     | Дайана Пейн          |
| 2014      | ф  | Виктор                                                | Viktor                                          | Александра Иванова   |
| 2014      | с  | Люди будущего                                         | The Tomorrow People                             | Э.Л.И.С.             |
| 2015—2018 | с  | Члены королевской семьи                               | The Royals                                      | королева Хелена      |
| 2017      | ф  | Большое путешествие слона                             | Phoenix Wilder and the Great Elephant Adventure | тётя Сара            |
| 2019      | с  | Беглецы                                               | Runaways                                        | Моргана ле Фэй       |
| 2020      | ф  | Перемены                                              | Then Came You                                   | Клэр                 |
| 2021      | ф  | Дед Мороз вернулся                                    | Father Christmas Is Back                        | Джоанна Кристмас     |
| 2022      | ф  | Рождество в раю                                       | Christmas in Paradise                           | Джоанна Кристмас     |
| 2022      | ф  | Рождество на Карибах                                  | Christmas in the Caribbean                      | Рэйчел               |
| 2023      | ф  | Дудочник                                              | Piper                                           | Лиз Хейнс            |
| 2024      | ф  | Строго конфиденциально                                | Strictly Confidential                           | Лили                 |

### Продюсер
- 1996 — Крайние меры / Extreme measures
- 1999 — Голубоглазый Микки / Mickey blue eyes
- 2004 — Метод / Method